# Grammomys caniceps
Grammomys caniceps é uma espécie de roedor da família Muridae.
Pode ser encontrada nos seguintes países: Quénia e Somália.
Os seus habitats naturais são: matagal árido tropical ou subtropical.